# Lecanthus petelotii
Lecanthus petelotii là loài thực vật có hoa trong họ Tầm ma. Loài này được (Gagnep.) C.J. Chen mô tả khoa học đầu tiên năm 1983.